# Le Vézier
Le Vézier ist eine französische Gemeinde mit 184 Einwohnern (Stand: 1. Januar 2022) im Département Marne in der Region Grand Est (vor 2016 Champagne-Ardenne). Sie gehört zum Arrondissement Épernay und zum Kanton Sézanne-Brie et Champagne.

## Geografie
Die Gemeinde Le Vézier liegt in der Brie in einem Seitental des Grand Morin, etwa 90 Kilometer ostsüdöstlich des Pariser Stadtzentrums. Im Westen und Norden grenzt Le Vézier an das Département Seine-et-Marne. Umgeben wird Le Vézier von den Nachbargemeinden Montolivet im Norden, Montenils im Nordosten, Tréfols im Osten, Villeneuve-la-Lionne im Süden sowie Meilleray im Westen.

## Bevölkerungsentwicklung
| Jahr                       | 1962 | 1968 | 1975 | 1982 | 1990 | 1999 | 2006 | 2011 | 2018 |
| -------------------------- | ---- | ---- | ---- | ---- | ---- | ---- | ---- | ---- | ---- |
| Einwohner                  | 157  | 148  | 130  | 114  | 132  | 157  | 171  | 195  | 191  |
| Quellen: Cassini und INSEE |      |      |      |      |      |      |      |      |      |

## Sehenswürdigkeiten
- Kirche Saint-Gilles-et-Saint-Leu aus dem 12. Jahrhundert, Umbauten aus dem 16. Jahrhundert

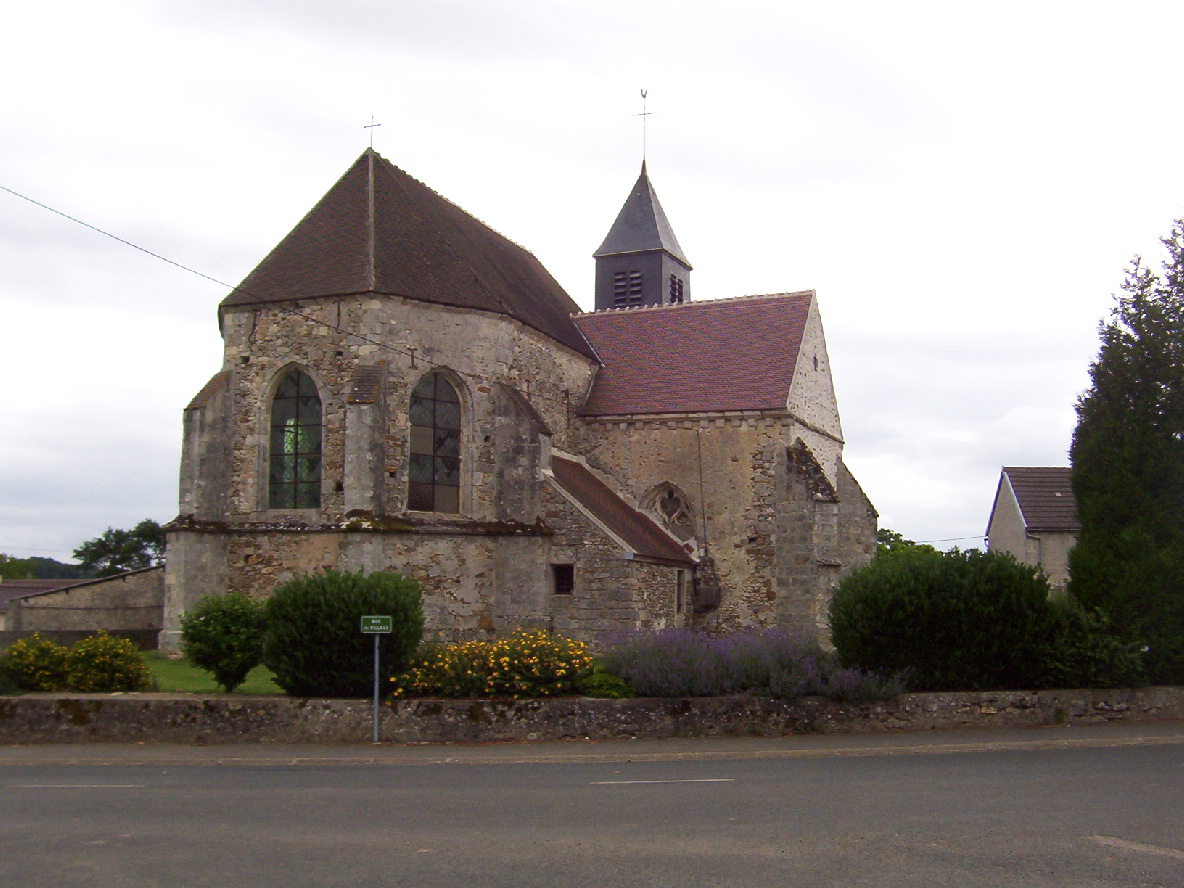
Kirche Saint-Gilles-et-Saint-Leu
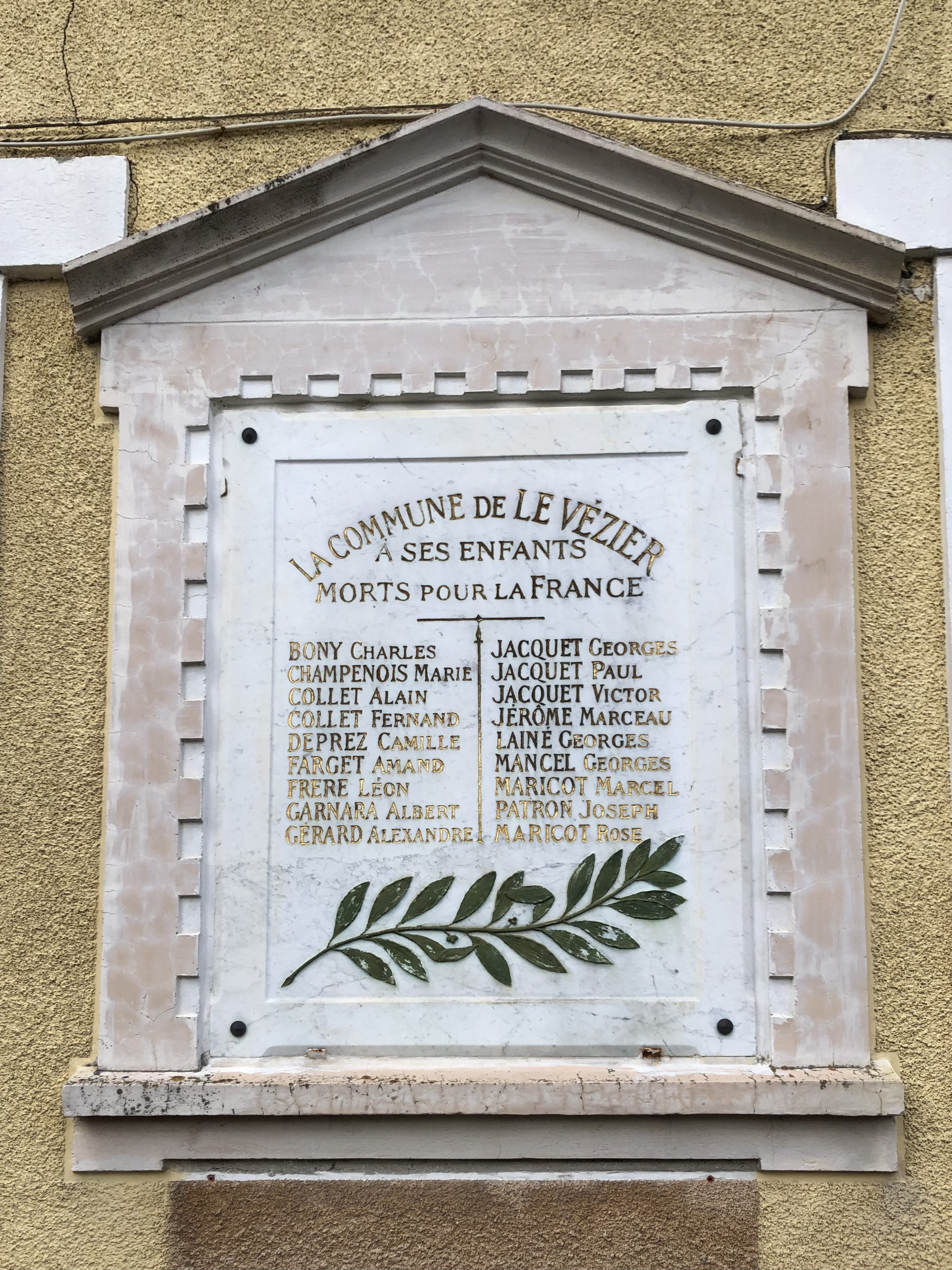
Gefallenendenkmal